# Pukkellæbe
Pukkellæbe (Herminium monorchis) er en orkide, der i Danmark er meget sjælden på kalkrige enge og kær. Den blomstrer i juni/juli.
De grønne blomster dufter stærkt af honning, hvilket tiltrækker fluer og bier. Pukkellæbe kan også formere sig vegetativt med udløbere, som hver har en enkelt rodknold.